# Präsidentschaftswahl in Frankreich 1995
Die Präsidentschaftswahl in Frankreich 1995 fand am 23. April und 7. Mai statt.
Das französische Volk war aufgerufen, den Nachfolger für Staatspräsident François Mitterrand zu bestimmen, der nach zwei Amtszeiten nicht wieder kandidierte. Wahlsieger wurde Jacques Chirac, der sich im zweiten Wahlgang mit 52,6 % der Stimmen gegen Lionel Jospin durchsetzte.

## Wahlmodus
Um sich bei einer französischen Präsidentschaftswahl zur Wahl stellen zu können, muss jeder Kandidat mindestens 500 Unterstützungserklärungen (parrainages) gewählter französischer Amtsträger (z. B. Bürgermeister, Abgeordnete) einreichen. Im ersten Wahlgang konnte derjenige Kandidat die Präsidentschaft erringen, der die absolute Mehrheit der gültigen Stimmen erreichte. Sollte dies keinem Kandidaten gelingen, würden die beiden stimmenstärksten Kandidaten des ersten Wahlgangs zwei Wochen später in einer Stichwahl gegeneinander antreten, bei der der Kandidat mit den meisten Stimmen zum Präsidenten gewählt ist.

## Kandidaten
- Édouard Balladur, Mitte-rechts, amtierender Premierminister, obwohl Mitglied der RPR, war er nicht von der eigenen Partei nominiert, sondern stützte sich auf einen Großteil der zentristischen UDF und eine Reihe weiterer Unterstützer der politischen Rechten.
- Jacques Chirac, Mitte-rechts, Bürgermeister von Paris und ehemaliger Premierminister, war bereits 1981 und 1988 Präsidentschaftskandidat und hatte 1988 die Stichwahl gegen François Mitterrand erreicht. Er hatte die mehrheitliche Unterstützung des gaullistischen RPR (einige Abweichler unterstützten aber den innerparteilichen Rivalen Balladur).
- Lionel Jospin, Mitte-links, Kandidat des Parti socialiste, hatte sich in innerparteilichen Vorwahlen klar gegen seinen Gegenkandidaten Henri Emmanuelli vom linken Parteiflügel durchgesetzt.
- Jean-Marie Le Pen, rechtsaußen, Chef des Front National, trat zum dritten Mal als Präsidentschaftskandidat für seine rechtsextreme Partei an.
- Robert Hue, links, Generalsekretär des Parti communiste
- Arlette Laguiller, linksaußen, war bereits zum vierten Mal Präsidentschaftskandidatin der trotzkistischen Lutte Ouvrière.
- Philippe de Villiers, rechts, Kandidat des nationalkonservativen Mouvement pour la France
- Dominique Voynet, grün, Les Verts
- Jacques Cheminade, unabhängiger Kandidat. Cheminade (* 1941) war und ist Kopf der LaRouche-Bewegung in Frankreich

## Vorgeschichte und Wahlkampf
Nach 14 Jahren Präsidentschaft des Sozialisten François Mitterrand wurde allgemein ein Wechsel des Präsidentenamts an die politische Rechte erwartet, zumal die Linke zerstritten war.
Nach der von der Rechten hoch gewonnenen Parlamentswahl von 1993 hatten sich Balladur und Chirac untereinander geeinigt, dass Balladur Premierminister werden und dafür Chirac 1995 bei der Präsidentschaftswahl den Vortritt lassen sollte. Angesichts hoher persönlicher Beliebtheitswerte entschloss sich Balladur Anfang 1995 dazu, selbst anzutreten. Er konnte neben der Mehrheit der zentristischen UDF auch einige prominente Unterstützer aus seiner eigenen Partei, der von Chirac gegründeten und geführten RPR, gewinnen, darunter auch den damaligen Budgetminister Nicolas Sarkozy. Dieser „Verrat“ zerstörte das politische Verhältnis zwischen Chirac und seinem späteren Nachfolger nachhaltig.
Da Chirac ebenfalls antrat und die Sozialisten mit Lionel Jospin einen konkurrenzfähigen Kandidaten gefunden hatten, zeichnete sich ein Dreikampf um die Qualifikation für den zweiten Wahlgang ab. Die Umfragen sahen zunächst Balladur deutlich vorne; im Februar/März konnte Chirac Balladur überholen. In den Vorwahlumfragen zeichnete sich ein Kopf-an-Kopf-Rennen Chirac-Jospin-Balladur ab.

## Ergebnis
Der überraschende Sieg Lionel Jospins im ersten Wahlgang versprach Spannung für die Stichwahl gegen Jacques Chirac, der darauf hoffen konnte, die Mehrzahl der Sympathisanten Balladurs und Le Pens für sich zu gewinnen. Für Balladur bedeutete die Niederlage das Ende seiner Regierungskarriere. Le Pen erzielte erneut ein sehr gutes Ergebnis. Die Kommunistische Partei (PCF) war nach dem Zerfall des Ostblocks und dem Zerfall der Sowjetunion in einer tiefen Krise und hatte eine schwache Position innerhalb der französischen Linken.
Chirac hatte also im dritten Anlauf das Ziel seiner politischen Karriere erreicht. Als Präsident berief er umgehend seinen Konkurrenten Balladur ab und setzte seinen Vertrauten Alain Juppé als Premierminister ein. Auch Sarkozy gehörte dem neuen Kabinett nicht mehr an. Jospin wurde nach seinem achtbaren Ergebnis für die folgenden sieben Jahre die unumstrittene Führungsfigur der politischen Linken.
| Kandidaten                                                                                  | Kandidaten           | Parteien                           | 1. Wahlgang | 1. Wahlgang | 2. Wahlgang | 2. Wahlgang |
| Kandidaten                                                                                  | Kandidaten           | Parteien                           | Stimmen     | %           | Stimmen     | %           |
| ------------------------------------------------------------------------------------------- | -------------------- | ---------------------------------- | ----------- | ----------- | ----------- | ----------- |
|                                                                                             | Jacques Chirac       | Rassemblement pour la République   | 6.348.375   | 20,8        | 15.763.027  | 52,6        |
|                                                                                             | Lionel Jospin        | Parti socialiste                   | 7.097.786   | 23,3        | 14.180.644  | 47,4        |
|                                                                                             | Édouard Balladur     | Union pour la démocratie française | 5.658.796   | 18,6        |             |             |
|                                                                                             | Jean-Marie Le Pen    | Front national                     | 4.570.838   | 15,0        |             |             |
|                                                                                             | Robert Hue           | Parti communiste français          | 2.632.460   | 8,6         |             |             |
|                                                                                             | Arlette Laguiller    | Lutte Ouvrière                     | 1.615.552   | 5,3         |             |             |
|                                                                                             | Philippe de Villiers | Mouvement pour la France           | 1.443.186   | 4,7         |             |             |
|                                                                                             | Dominique Voynet     | Les Verts                          | 1.010.681   | 3,3         |             |             |
|                                                                                             | Jacques Cheminade    | Parti ouvrier européen             | 84.959      | 0,3         |             |             |
| Gesamt                                                                                      | Gesamt               | Gesamt                             | 30.462.633  | 100         | 29.943.671  | 100         |
|                                                                                             |                      |                                    |             |             |             |             |
| Ungültige Stimmen                                                                           | Ungültige Stimmen    | Ungültige Stimmen                  | 883.161     | 2,8         | 1.902.148   | 6,0         |
| Wähler                                                                                      | Wähler               | Wähler                             | 31.345.794  | 78,4        | 31.845.819  | 79,7        |
| Wahlberechtigte                                                                             | Wahlberechtigte      | Wahlberechtigte                    | 39.992.912  |             | 39.976.944  |             |
|                                                                                             |                      |                                    |             |             |             |             |
| Quellen: Conseil constitutionnel: 1. Wahlgang, 2. Wahlgang – JORF: 1. Wahlgang, 2. Wahlgang |                      |                                    |             |             |             |             |